# Dürrenäsch
Dürrenäsch é uma comuna da Suíça, no Cantão Argóvia, com cerca de 1 140 habitantes. Estende-se por uma área de 5,91 km², de densidade populacional de 193 hab/km². Confina com as seguintes comunas: Hallwil, Leutwil, Oberkulm, Seon, Teufenthal, Unterkulm, Zetzwil.
A língua oficial nesta comuna é o Alemão.